# Canenx-et-Réaut

Canenx-et-Réaut este o comună în departamentul Landes din sud-vestul Franței. În 2009 avea o populație de 171 de locuitori.

## Evoluția populației
| An        | 1975 | 1982 | 1990 | 1999 | 2006 | 2009 |
| --------- | ---- | ---- | ---- | ---- | ---- | ---- |
| Populație | 136  | 112  | 153  | 135  | 160  | 171  |